# Thrypticomyia arachnophila
Espèce
Synonymes
Limonia arachnophila
Thrypticomyia arachnophila est une espèce d'insectes hémiptères de la famille des Limoniidae, décrite par Charles Paul Alexander en 1927.